# Бэском, Рут
Рут Бэском (англ. Ruth Bascom, полное имя Ruth Henshaw Miles Bascom; 1772—1848) — американская художница.
Автор более 1400 портретов, написанных пастелью и карандашом, вырезанных из бумаги и фольги.

## Биография
Родилась 15 декабря 1772 года в городе Лестер, штат Массачусетс, в семье полковника Уильяма Хеншоу (William Henshaw, 1735—1820) и его второй жены Фиби Суон Хеншоу (Phebe Swan Henshaw, 1753—1808), став первой из их десяти детей. Её отец был ветераном войны с французами и индейцами, а во время Американской революции, он был ключевой фигурой минитменов округа Вустер. Затем принимал участие в работе Генерального совета Массачусетса. Был знаком с Джорджем Вашингтоном.
Рут росла в Лестере, в районе, известном как «Зеленая долина». О её детстве сведений сохранилось мало, известно, что она посещала местные «летние семестровые» школы для девочек, которые обычно проводились с апреля по октябрь. Она посещала Лестерскую академию, которая открылась в 1784 году. Свою жизнь она записывала в дневнике (с 1789 по 1846 год), который хранится в Американском антикварном обществе в Вустере, штат Массачусетс.
С 1791 по 1801 год Рут Хеншоу работала учительницей летней школы в районе Лестера. В 1814 году она была назначена смотрителем центральной школы города Филлипстона.

### Семейная жизнь
В 1804 году Рут вышла замуж за доктора Асу Майлза (Dr. Asa Miles), вдовца. Он работал врачом в городе Вестминстер, штат Массачусетс, у которого уже был сын Клаф Майлз (Clough Rice Miles, 1796—1879). Аса Майлз долго болел и умер в 1805 году, после чего Рут вернулась в дом своих родителей и открыла в Лестере магазин шляп.
26 февраля 1806 года вышла во второй раз замуж за служителя Конгрегациональной церкви в Филлипстоне преподобного Иезекиля Бэскома (Rev. Ezekiel Lysander Bascom), который до этого был дважды женат. Его вторая жена умерла в июле 1805 года. Рут, не имевшая детей во время брака, стала внимательной и заботливой мачехой для дочери Бэскома от предыдущего брака — Присциллы (Priscilla Elvira Bascom Philbrick). Как жена священника, Рут Бэском была занята общением с прихожанами, записью церковных мероприятий и посещением больных; также участвовала в обществе воздержания и в работе библиотеки. В 1816 году она начала регистрировать статистику естественного движения населения города.
Преподобный Бэском в 1820 году был уволен за свою либеральную теологию из конгрегациональной церкви после 21 года служения в ней. Супруги переехали в этом же году в город Эшби, штат Массачусетс, где Иезекиль служил в церкви в течение 14 лет, начиная с января 1821 года. С 1827 года преподобный Бэском представлял Эшби в Генеральном совете МассачусетсаОбщем суде Массачусетса в течение трех лет, что заставило его покинуть дом, пока он находился в Бостоне. В 1830-х годах Рут и Иезекиль жили в Гилле, штат Массачусетс. В начале 1830-х годов здоровье преподобного Бэскома начало ухудшаться, и он переехал в город Саванну, штат Джорджия, где остался со своей дочерью Присциллой и работал проповедником. Рут Бэском часто навещала их.
В 1837 году Иезекииль Бэском представлял унитарианский универсализм в Кеннебанке, штат Мэн. Затем вместе с женой они переехали в Фитцуильям, штат Нью-Гэмпшир. Преподобный Бэском умер 2 апреля 1841 года. Рут Бэском после смерти мужа путешествовала по Массачусетсу и Мэну и жила в пансионе в Эшби.
Умерла 16 февраля 1848 года в городе Эшби. Была похоронена на городском кладбище Ashby First Parish Burial Ground.

## Творчество
Рут Бэском создавала портреты друзей и родственников, когда жила в Эшби со своим мужем преподобным Бэскомом. Преимущественно это были профили бюста в натуральную величину, написанные пастелью на бумаге. Продолжала делать портреты и после смерти мужа. В своем дневнике она сослалась на более чем 1400 портретов, из которых ныне существуют около двухсот. Художнице нравились дети, и около трети её работ было посвящено им.
Рут Бэском и Сюзанна Пейн были двумя из немногих американских женщин, которые работали профессиональными странствующими портретистами в конце XXVII и начале XIX веков.
Шарлотта Рубинштейн, автор книги «American Women Artists: From Early Indian Times to the Present», писала, что Бэском обладала «спокойной силой характера в сочетании с тонким чувством формы, цвета и текстуры» («calm strength of characterization combined with a sensitive feeling for shape, color and texture»).
В настоящее время произведения Рут Бэском можно увидеть во многих местах США, включая Американский музей народного искусства, Бостонский музей изящных искусств, Художественный музей Филадельфии, Вустерский музей искусств, организацию Дочери американской революции, Deerfield Academy, Fenimore Art Museum и других.
- Некоторые работы
- Cynthia Allen
- Eliza Jane Fay
- Mr. William Waters